# ズヴォニミル・コジュリ
ズヴォニミル・コジュリ（Zvonimir Kožulj、1993年11月15日 - ）は、ボスニア・ヘルツェゴビナ・リュブシュキ出身のサッカー選手。ガズィアンテプBB所属。ポジションはミッドフィールダー。